# 久保田恭之
久保田 恭之（くぼた やすゆき）は、映画、CM、PV、ドキュメンタリーなどを手がけている日本の映像クリエイター。

## 主な監督作
- インタラクティブ映画「GOING GREY」 (2012年）
- 短編「She Sees」 (2012年）
- PV Tropics「Mouves」 (2011年)
- 短編「ウェイキー、ウェイキー」 (2011年）
- 短編「Grassy Knoll Edge」 (2011年）
- 短編「New World」 (2010年)
- 短編「Embrace」 (2002年)
- 短編「WW」 (2002年)
- 映画「DUMPSTAR」 (2001年)
- 短編「Prank」(米） (1996年)
- 長編「Pure Sex & Simple Mind」（米/未完） (1993年)

## 主なプロデュース作
- CM「パーフェクション」　(2008年）
- CM「ヒューマニティー（ヒューマン・タッチ）」　（2006年）
- CM「ミラー・シティー」　（2006年）
- CM「ミジンコ」　（2005年）
- 劇場用映画「鍵がない」　(2005年)
- 製作・脚本映画「Down the Rabbit Hole」　(1993年）

## 主な受賞歴
- Tumblr 注目の映像製作者の一人に選出。
- インタラクティブ映画、「GOING GREY」がFWA受賞。
- 2011年、短編映画「Wakey, Wakey」がパリのポンピドゥーセンターによるフェスティバル、オール・ピスト東京、ロシアのDeboshirfilm Festivalに正式招待作品。短編映画「Grassy Knoll Edge」が北米の一分映画祭Filminuteに正式招待。
- プロデュースCM、TOYOTAの「ヒューマニティー」が、アジア太平洋広告祭（アドフェス）のグランプリからカンヌ国際広告祭、クリオ賞、One Show、アメリカン・インディペンデント・コマーシャル・プロデューサー協会、ACC、 ロンドン・インターナショナル・アワーズ、ニューヨーク・フェスティバル、ANDY Awards、Times Asia-Pacific等、国内外の著名な広告祭で多数受賞。
- 2002年、短編映画「Embrace」が東京国際L＆G映画祭に招待。
- 1996年、短編映画「Prank」がNY、LA、シアトルで上映。
- 1992年、共同製作作品がキリンプラザ・コンテンポラリー・アワードにてグランプリ受賞。
- 1992年、Writer’s Network Screenplay Competition　最終候補